# Grupo Desportivo Sourense
El GD Sourense es un equipo de fútbol de Portugal que juega en la Liga Regional de Coimbra, la cuarta división de fútbol en el país.

## Historia
Fue fundado el 9 de diciembre del año 1947 en la localidad de Soure, del distrito de Coímbra y ha sido un equipo amateur prácticamente toda su historia, siendo la desaparecida Segunda División de Portugal B la categoría más alta en la que había jugado hasta que en la temporada 2012/13 lograron el ascenso al recién creado Campeonato Nacional de Seniores como uno de los equipos fundadores de la nueva liga, en la cual se mantiene desde entonces.
También han participado en la Copa de Portugal en más de 20 ocasiones, aunque en la mayoría de los casos ha sido eliminado en la segunda ronda.

## Palmarés

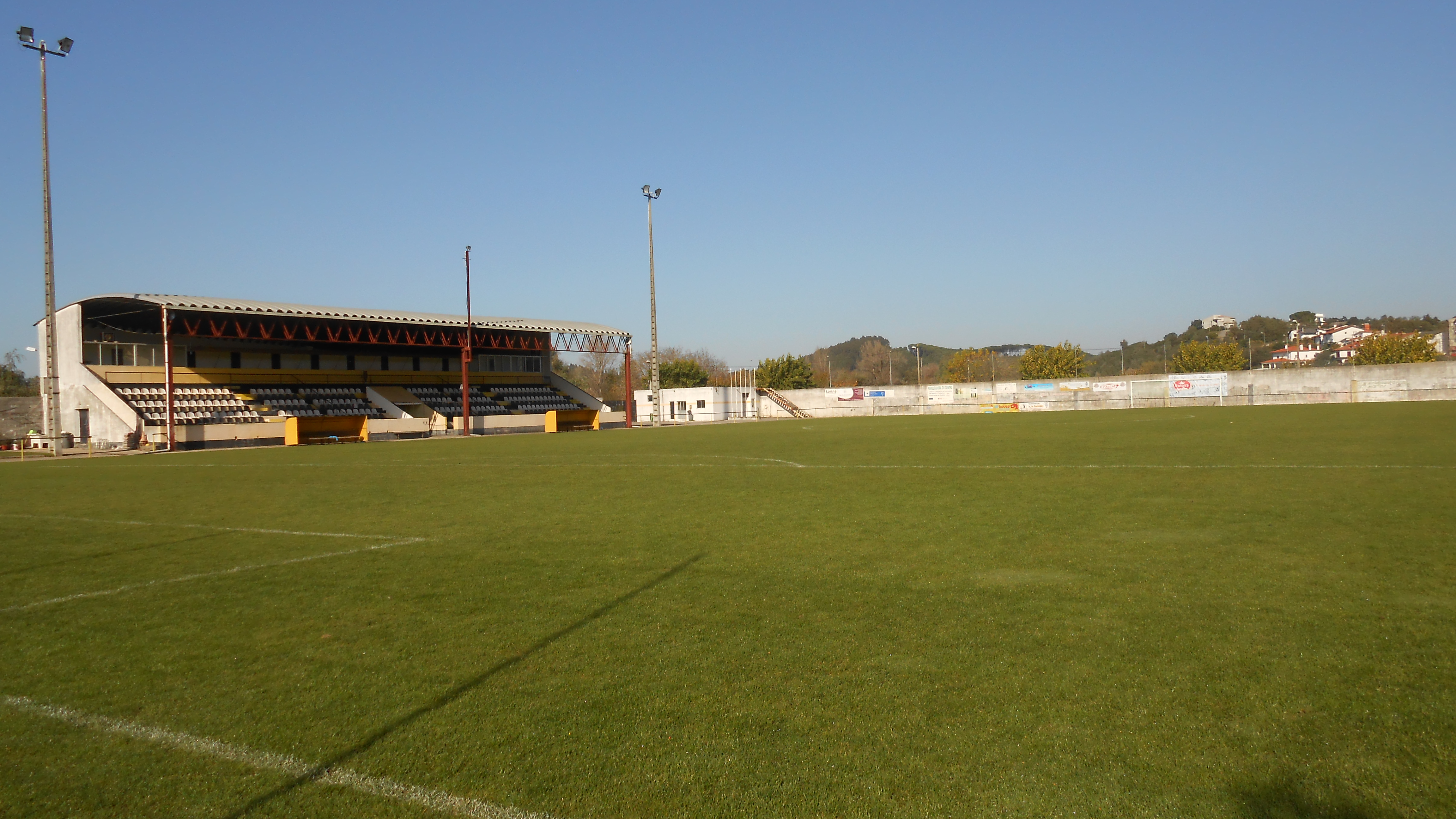
Campo Dr. António Coelho Rodrigues.

- Liga Regional de Coimbra: 2

2012/13, 2016/17